# دوري لانكشر
دوري لانكشر (بالإنجليزية: Lancashire League)‏ هو اسم لإثنين من بطولات كرة القدم للأندية في شمال إنجلترا.

## دوري لانكشاير (1889-1903)
تأسس دوري لانكشر الأصلي في عام 1889، وذلك لنجاح دوري الدرجة الأولى الذي بدور تأسس قبل سنة واحدة. السبب الأول في تأسيس الدوري هم مسؤولي نادي الذين كانوا يطمحون لتأسيس منافسة إقليمية لتكون نقطة انطلاق لهم والأندية الأخرى التي تريد الحصول على مكان في دوري الدرجة الأولى.
رغم أن أغلبية الأندية كانوا من مقاطعة لانكشر، سُمح لأندية من الجارة في تشيشير المشراكة. وأيضاً ناديي ركينغتون من مقاطعة كمبرلاند كان عضو في الدوري لموسمين، بينما أيضاً نادي يوركشاير قدم طلب التحاق بالدوري.
كرت على دوري لانكشر عديد الأندية التي ستشارك لاحقاً في البريميرليغ، مثل: أكرينجتون ستانلي ونادي بلاكبول، بوري، كرو ألكساندرا، ليفربول، نيلسون، نيو برايتون تاور، ساوثبورت، وستوكبورت كونتي.

## دوري لانكشاير (1939 - للآن)
دوري لانكشر الثاني تأسس في 1939، وفي موسم 1939–40 كان أساساً لأندية النخبة في دوري Lancashire Football League clubs. لكن مع بداية الحرب العالمية الثانية، الدوري الجديد استمر موسم واحد فقط قبل تركه والذي كان بطله نادي ليفربول